# Список війн VIII століття
|  | Службовий список статей, створений для координації робіт з розвитку теми. Це попередження не встановлюється на інформаційні списки і глосарії. |

Нижче наведений список війн, що йшли (або почалися/закінчилися) в VIII столітті.

## 700—709
- Повстання у Вірменії (705)

- Битва при Анхіало (708)

## 710—719
- Арабське завоювання Піренейського півострова (711—718)
- Арабо-візантійські війни (634—717)
- Облога Константинополя (717—718)

## 720—729
- Битва при Тулузі (721)
- Битва за Беленджер (722)

- Реконкіста (722—1492)

## 730—739
- Битва на перевалі Тахтакарача (731)
- Арабське завоювання Закавказзя (735)
- Тбіліський емірат (736)
- Битва на річці Берре (737)
- Битва при Харистані (737)
- Берберське повстання (739—743)

## 750—759
- Арабські завоювання (632—751)

- Таласька битва (751)
- Битва при Маркелі (756)
- Битва у Ришкійському проході (759)

## 760—769
- Битва при Анхіало (763)

## 770—779
- Саксонські війни (772-804)

- Битва при Берзітії (774)

## 780—789
- Битва при Детмольді (783)
- Битва на Хазі (783)

## 790—799
- Битва при Маркелі (792)

- Арабсько-хозарські війни (652—799)